# Hieronim Lewandowski

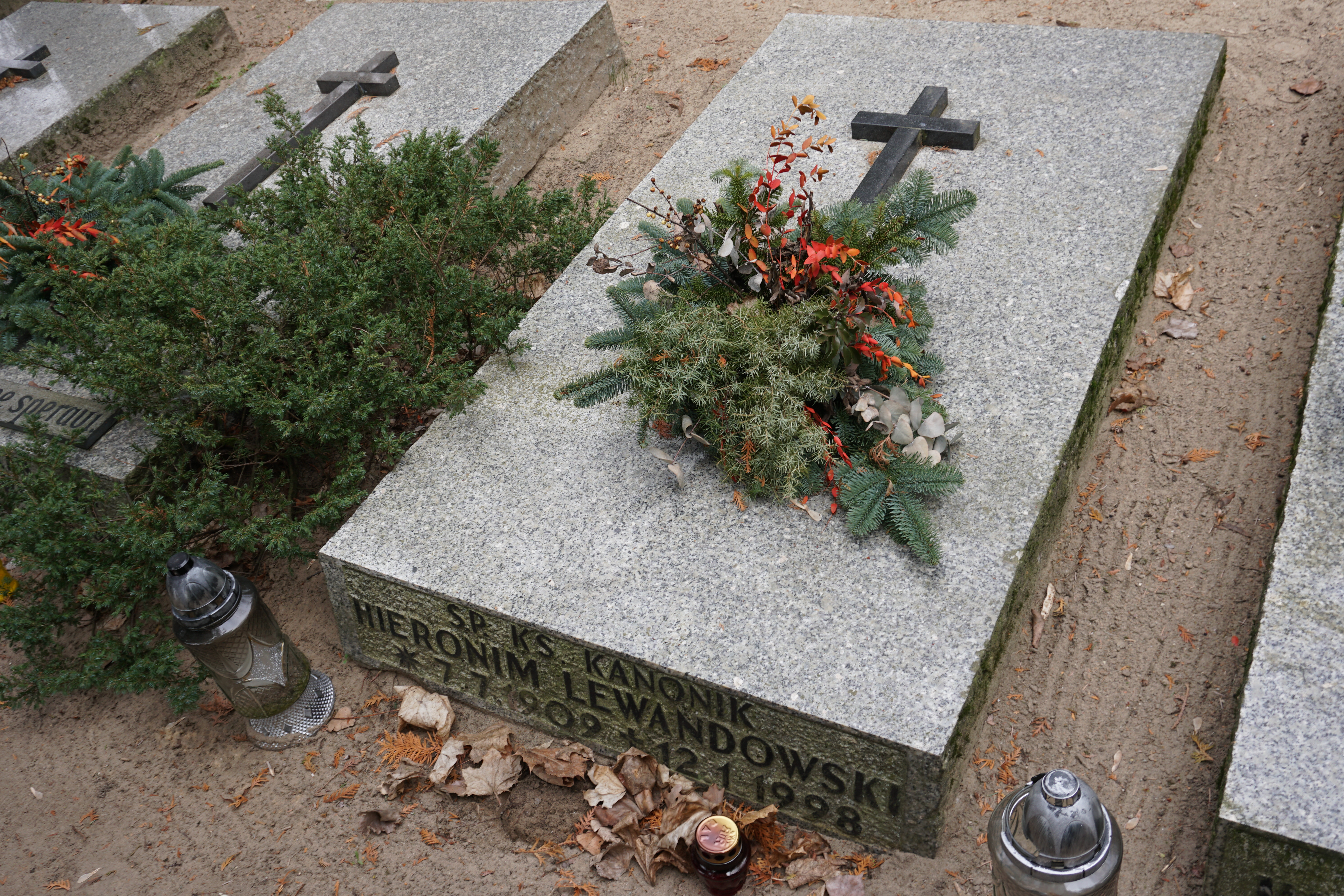
Grób ks. Hieronima Lewandowskiego na cmentarzu Miłostowo w Poznaniu

Hieronim Lewandowski (ur. 7 lipca 1909 w Błotnicy, zm. 12 stycznia 1998 w Poznaniu) – polski ksiądz katolicki, wikariusz parafii w Wielkopolsce, kapelan w więzieniu karno-śledczym przy ulicy Młyńskiej w Poznaniu.

## Życiorys
Święcenia kapłańskie uzyskał 15 czerwca 1935 roku. Do 1938 był wikariuszem w Parafii Narodzenia Najświętszej Maryi Panny w Kaźmierzu w powiecie szamotulskim i Parafii św. Wawrzyńca w Zaniemyślu w powiecie średzkim. Został przeniesiony do parafii św. Wojciecha  w Poznaniu, gdzie pracował do 1941 roku. Ścigany przez Gestapo, ukrywał się w Poznaniu. Po zakończeniu wojny został proboszczem parafii św. Wojciecha.
W latach 1945–1952 był kapelanem w więzieniu karno-śledczym przy ulicy Młyńskiej w Poznaniu. Został za wrogą postawę z tej funkcji usunięty, w latach ubiegłych zdecydowanie wrogo występował na ambonie. W czasie swojej posługi w więzieniu przygotował na śmierć blisko sześćdziesięciu skazanych przez komunistów więźniów.
Był członkiem Komitetu Obchodów Roku Milenijnego w Poznaniu w kwietniu 1966 roku. 23 października 1966 roku mianowano go kanonikiem gremialnym Kapituły Metropolitalnej w Poznaniu.
Przez cały okres powojenny był inwigilowany i obserwowany przez komunistyczny aparat bezpieczeństwa. 29 stycznia 1957 roku założona zostaje na niego sprawa ewidencyjno-obserwacyjna, nr 1855. Po reorganizacji pionu SB Departament IV MSW zakłada kartę EOK (ewidencja operacyjna na księdza), nr 10158. Zapisywano w niej ważniejsze wszelkie kontakty z urzędami (starania o paszport itp.), wyjazdy zagraniczne, stanowiska i funkcje kościelne, wrogie wypowiedzi. Ostatni zapis w teczce został dokonany 10 lipca 1981 roku.
W 1975 zainicjował odzyskanie przez Kościół i odbudowę Klasztoru Franciszkanów w Woźnikach. Po załatwieniu odpowiednich formalności władze państwowe 30 stycznia 1976 roku przekazały zrujnowany obiekt Archidiecezji Poznańskiej.
Od 1980 przebywał na emeryturze. Został pochowany na cmentarzu Miłostowo w Poznaniu (pole 4, kwatera kanoników kapituły metropolitalnej).